# AH-64 Apache

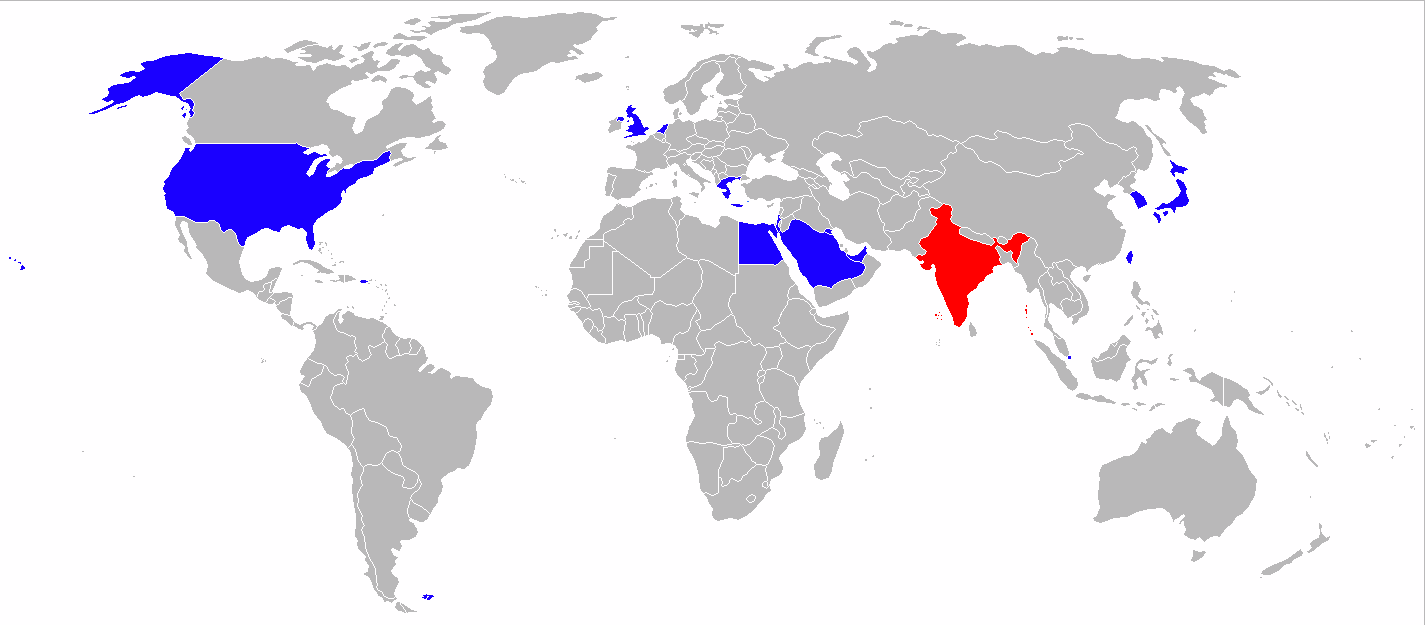
Країни-оператори AH-64 Apache

AH-64 Apache (укр. «Апа́чі») — американський основний ударний вертоліт, що перебуває на озброєнні армії США із середини 1980-х років.

## Історія
Успішне застосування AH-1 «Кобра» у В'єтнамі підтвердило життєздатність ідеї бойового гелікоптера. Водночас ситуація з майбутнім «спадкоємцем» «Кобри» залишалася невідомою. Амбітна та дорога програма AH-56 «Шайєнн» тривала близько десятиліття і була остаточно закрита в 1972 році. Спроби знайти тимчасову заміну у вигляді моделі «Сікорський S-67», модифікацій «S-61» та інших гелікоптерів також виявилися безуспішними. Нарешті в 1972 р. Армія США розпочала програму зі створення нового бойового гелікоптера (Advanced Attack Helicopter, AAH), призначеного в першу чергу для боротьби з танками противника в будь-який час доби і в поганих погодних умовах.
Основні вимоги, що висували до гелікоптера AAH:
- Озброєння — 30-мм гармата M230, 16 протитанкових ракет AGM-114 або 4 установки з 19-ма 70-мм НАР Hydra 70
- Екіпаж — 2 особи
- Характеристики: розрахункова злітна маса — 7260 кг, швидкопідйомність — 12,7 м/с, дальність польоту з ПТБ — 1850 км
- Навігаційне обладнання для польотів уночі та за поганих погодних умовах на висоті менше 30 м
- Двигун — газотурбінний XT-700, що забезпечувало уніфікацію з військово-транспортним вертольотом UH-60, який розробляли
- Система зниження ІЧ-випромінювання
- Забезпечення бойової живучості гелікоптера. Зокрема нульова уразливість вертольоту при одиночному ураженні 12,7-мм кулею при швидкості 490 м/с і мінімізація уразливості при ураженні 23-мм ОФЗ снарядом. Можливість здійснення польоту упродовж, мінімум 30 хв, після завданої шкоди по будь-якій частині конструкції вертольота.
- Передбачуваний термін служби — 15 років
- Розрахункова вартість серійної машини — 14 млн доларів, собівартість виробництва 11–12 млн доларів.

Участь у конкурсі брали п'ять авіабудівних фірм: «Боїнг-Вертол», «Белл Гелікоптер», «Г'юз Гелікоптерз», «Локхід», «Сікорський». У червні 1973 року двом з цих фірм (Белл Гелікоптер та Г'юз Гелікоптерз) видали контракти на розробку й виробництво прототипів. Фірма «Белл» запропонувала YAH-63 (Модель 409), який представляв розвиток AH-1; прототип зробив перший політ 22 листопада 1975 року. Трохи раніше, 30 вересня, уперше злетів Hughes YAH-64, пілотував пілотами-випробувачами Робертом Феррі (Robert Ferry) та Рале Флетчером (Raleigh Fletcher). Під час проведених армією порівняльних випробувань зразок фірми Г'юз Гелікоптерз показав свою значну перевагу над конкурентом у швидкопідйомності та маневреності, і загалом його характеристики перевершували армійські вимоги. Вагому роль зіграла аварія YAH-63 в одному із випробувальних польотів. У грудні 1976 року було оголошено про перемогу в конкурсі фірми Г'юз Гелікоптерз з гелікоптером YAH-64.
Після перемоги в конкурсі фірма продовжила довготривалі випробування вертольота і впровадила низку змін у його конструкцію та бортове обладнання. Загалом обсяг літних випробувань склав 2400 годин. Через низку труднощів рішення про серійне виробництво було відтерміновано на два роки. Лише влітку 1981 року почалися військові випробування гелікоптера. Залучені екіпажі залишилися задоволені новою машиною, і 19 грудня того ж року було прийняте рішення про серійне виробництво гелікоптера під позначенням AH-64A та назвою «Апачі».
Для виробництва «Апачі» побудували завод у м. Меса (Аризона). Викочування першого серійного вертольота відбулося 30 вересня 1983 року, рівно через вісім років після першого польоту AH-64. Наступного року фірму «Г'юз Гелікоптерз» придбала корпорація «МакДоннел Дуґлас», до якої перейшло також і виробництво гелікоптера. «Апачі» стали надходити у війська та розподілялися по 18 вертольотів на ескадрилью. Перша ескадрилья досягла боєпридатності у липні 1986 року. З 1989 року «Апачі» почали надходити у Національну гвардію США. Серійне виробництво для потреб американських збройних сил було завершено у грудні 1994 року після побудови 827 вертольотів. Середня вартість одного гелікоптера ранньої модифікації AH-64A складає приблизно 14,5 млн доларів.
Станом на 2018 рік американські військовики не мали планів заміни AH-64 на новіші вертольоти. Імовірно, термін їхньої служби буде подовжений і вони залишатимуться на озброєнні до 2040 року.
Загалом було надано: 937 вертольотів у модифікації «А» до 1997 року, понад 1000 AH-64D з 1997 по 2013 рік та понад 500 AH-64E з 2011 року.

## Оператори
Єгипет
- Повітряні Сили Єгипту - 46 AH-64D[8]

 Греція
- Грецька Армія - 28 AH-64A/D[9]

 Індія
- Повітряні сили Індії - 22 AH-64E в наявності станом на липень 2020[10]
- Індійська Армія - замовлені 6 AH-64E[11]

 Індонезія
- Індонезійська Армія - 8 AH-64E[8]

 Ізраїль
- Повітряні сили Ізраїлю - 48 AH-64A/D[8]

 Японія
- Сухопутні Сили Самооборони Японії - 12 AH-64D[8]

 Кувейт
- Повітряні сили Кувейту - 24 AH-64D[8]

 Марокко
- Королівські повітряні сили Марокко - замовлені 36 AH-64E[12]

 Нідерланди
- Королівські повітряні сили Нідерландів - 28 AH-64D[8]

 Катар
- Повітряні сили Еміру Катару - 24 AH-64E[13]

 Саудівська Аравія
- Королівські сухопутні війська Саудівської Аравії - 47 AH-64A/D/E[8]
- Національна гвардія Саудівської Аравії - 12 AH-64E[14]

 Сінгапур
- Повітряні сили Республіки Сінгапур - 19 AH-64D[8]

 Південна Корея
- Армія Республіки Корея - 36 AH-64E[8]

 Республіка Китай
- Армія Республіки Китай - 29 AH-64E[8]

 ОАЕ
- Повітряні сили Об'єднаних Арабських Еміратів - 28 AH-64D/E[8]

 Велика Британія
- Дивись на AgustaWestland Apache - 67[15]

 США
- Армія США - 1,891 AH-64D/E[8]

## Тактико-технічні характеристики
| ТТХ сімейства AH-64                       |                            |                            |                            |
|                                           | AH-64A                     | AH-64D                     | AH-64D Longbow             |
| Технічні характеристики                   |                            |                            |                            |
| Екіпаж                                    | 2                          | 2                          | 2                          |
| Довжина з обертовими гвинтами, м          | 17,76                      | 17,76                      | 17,76                      |
| Діаметр несучого гвинта, м                | 14,63                      | 14,63                      | 14,63                      |
| Діаметр рульового гвинта, м               | 2,79                       | 2,79                       | 2,79                       |
| Висота, м                                 | 3,84                       | 4,66                       | 4,95                       |
| Площа, оберту основного гвинта, м ²       | 168,11                     | 168,11                     | 168,11                     |
| База шасі, м                              | 10,59                      | 10,59                      | 10,59                      |
| Колія шасі, м                             | 2,03                       | 2,03                       | 2,03                       |
| Маса порожнього, кг                       | 4 660                      | 5 165                      | 5 352                      |
| Маса нормальна злітна, кг                 | 6 650                      | 6 552                      | 7 530                      |
| Маса максимальна злітна, кг               | 8 000                      | 9 525                      | 10 432                     |
| Маса палива, кг                           | 1 108 + 2 712 в ППБ        | 1 108 + 2 712 в ППБ        | 1 108 + 2 712 в ППБ        |
| Обсяг палива, л                           | 1 421 + 4 × 871 в ППБ      | 1 421 + 4 × 871 в ППБ      | 1 421 + 4 × 871 в ППБ      |
| Двигун                                    | 2 × ТВД General Electric   | 2 × ТВД General Electric   | 2 × ТВД General Electric   |
| Двигун                                    | T700-GE-701                | T700-GE-701                | T700-GE-701C               |
| Потужність, кінська сила (кВт)            | 2 × 1 695 (1 270)          | 2 × 1 695 (1 270)          | 2 × 1 890 (1 409)          |
| Льотні характеристики                     |                            |                            |                            |
| Максимально допустима швидкість, км/год   |                            | 365                        | 365                        |
| Максимальна швидкість, км/год             | 300                        | 293                        | 265                        |
| Практична дальність, км                   | 690                        | 482                        | 407                        |
| Етапна дальність, км                      | 2 020                      | 1 899                      | 1 899                      |
| Тривалість польоту                        | 3,57 год                   |                            | 2 год 44 хв/8 год          |
| Практична стеля, м                        | 6 100                      | 6 400                      | 5 915                      |
| Теоретична стеля, м                       | 4 085/3 100                | 4 570/3 505                | 4 170/2 890                |
| Максимальна швидкопідйомність, м/с        |                            |                            | 12,27                      |
| Вертикальна Швидкопідйомність, м/с        | 12,7                       | 12,7                       | 7,5                        |
| Навантаження на диск, кг/м²               | 48,6                       |                            | 62,1                       |
| Максимальна експлуатаційна перевантаження | +3,5/-1,0 g                | +3,5/-0,5 g                | +3,5/-0,5 g                |
| Озброєння                                 |                            |                            |                            |
| Гармата                                   | 30 мм M230 (625 постр./хв) | 30 мм M230 (625 постр./хв) | 30 мм M230 (625 постр./хв) |
| Боєкомплект                               | до 1 200 патр.             | до 1 200 патр.             | до 1 200 патр.             |
| Ракети «повітря-поверхня»                 | 4 × 4 × AGM-114            | 4 × 4 × AGM-114            | 4 × 4 × AGM-114            |
| НАР                                       | 4 × 19 × 70 мм Hydra       | 4 × 19 × 70 мм Hydra       | 4 × 19 × 70 мм Hydra       |

1. ↑  До втулки несучого гвинта
2. ↑  До датчика повітряних параметрів
3. ↑  До вершини РЛС AN/APG-78 «Лонгбоу»
4. ↑  Льотні характеристики дани для даних значень маси.
5. ↑  У перегоночном варіанті, з повним запасом палива
6. ↑   Без зовнішніх підвісок
7. ↑  Без ППБ
8. ↑  Без ППБ/з ППБ
9. ↑  З використанням/без використання ефекту землі при нормальній злітній масі

| Характеристики AH-64D в типових місіях (без РЛС AN/APG-78) |                        |                         |                        |                          |                         |                                   |                      |                      |
|                                                            | A                      | B                       | C                      | D                        | E                       | F                                 | G                    | H                    |
| Тип                                                        | протитанкова           | протитанкова            | протитанкова           | протитанкова             | повітряне прикриття     | повітряне прикриття               | ескорт               | ескорт               |
| Злітна маса, кг                                            | 6 552                  | 7 158                   | 7 158                  | 7 728                    | 6 874                   | 7 813                             | 6 932                | 7 867                |
| маса палива, кг                                            | 727                    | 1 029                   | 902                    | 1 063                    | 745                     | 1 086                             | 741                  | 1 077                |
| Крейсерська швидкість, км/год                              | 285                    | 280                     | 272                    | 274                      | 283                     | 278                               | 287                  | 283                  |
| Висота польоту, м                                          | 1 220                  | 1 220                   | 1 220                  | 610                      | 1 220                   | 610                               | 1 220                | 610                  |
| Вертикальна Швидкопідйомність, м/хв                        | 448                    | 137                     | 137                    | 301                      | 293                     | 262                               | 262                  | 238                  |
| Тривалість польоту                                         | 1 год 50 хв            | 2 год 40 хв             | 1 год 47 хв            | 2 год 30 хв              | 1 год 50 хв             | 2 год 30 хв                       | 1 год 50 хв          | 2 год 30 хв          |
| Боєкомплект                                                | 4 × AGM-114; 320 патр. | 4 × AGM-114; 1200 патр. | 6 × AGM-114; 540 патр. | 16 × AGM-114; 1200 патр. | 4 × AGM-114; 1200 патр. | 4 × AGM-114; 19 × НАР; 1200 патр. | 19 × НАР; 1200 патр. | 38 × НАР; 1200 патр. |

## Галерея

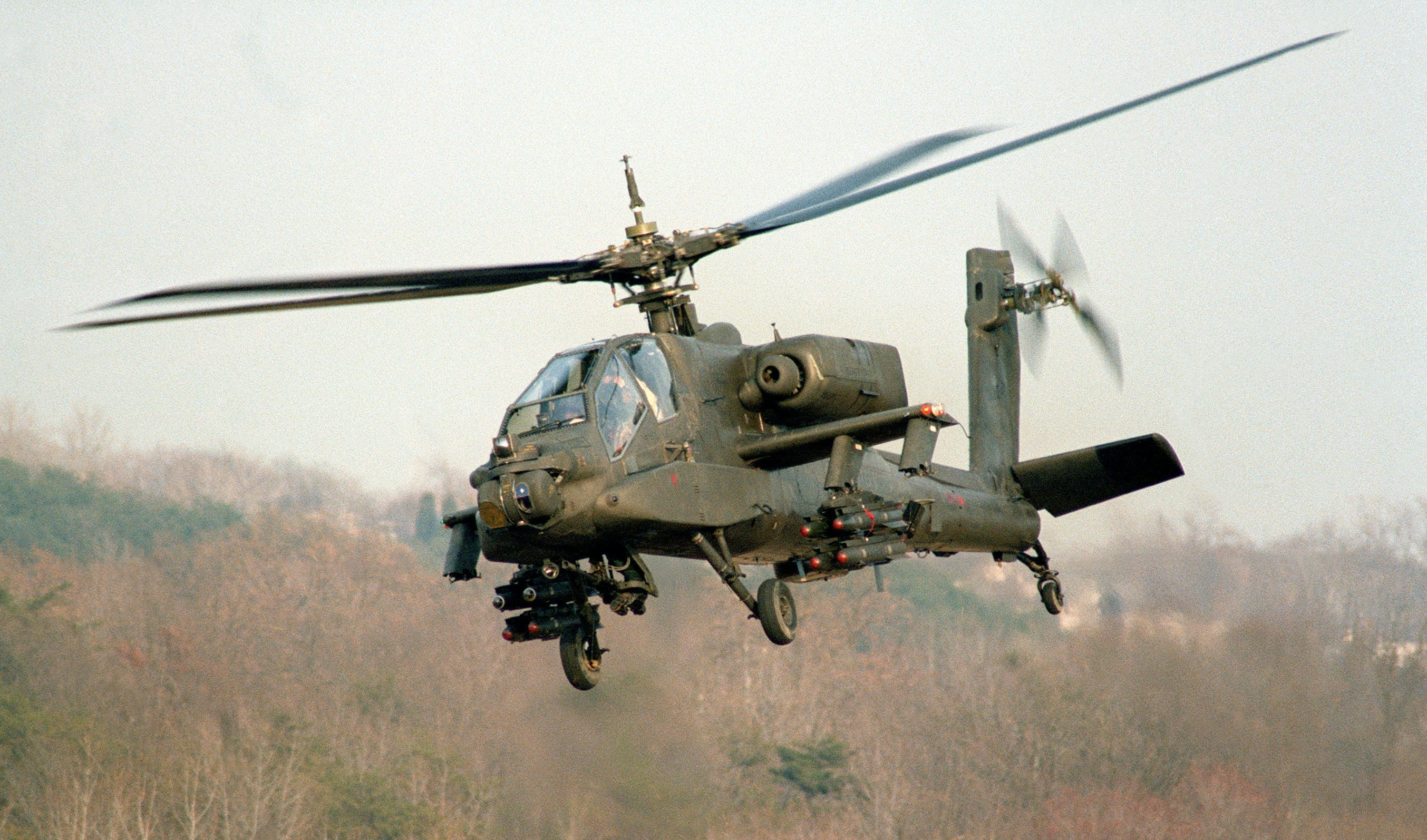
Прототип вертольота YAH-64 Apache під час демонстраційного польоту. 18 березня 1982
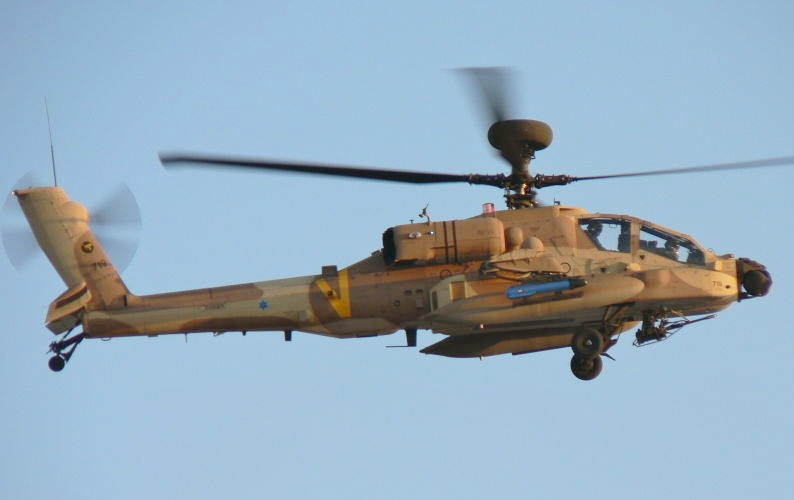
Ізраїльський вертоліт AH-64D Apache Longbow AKA "Saraf". 1 липня 2005
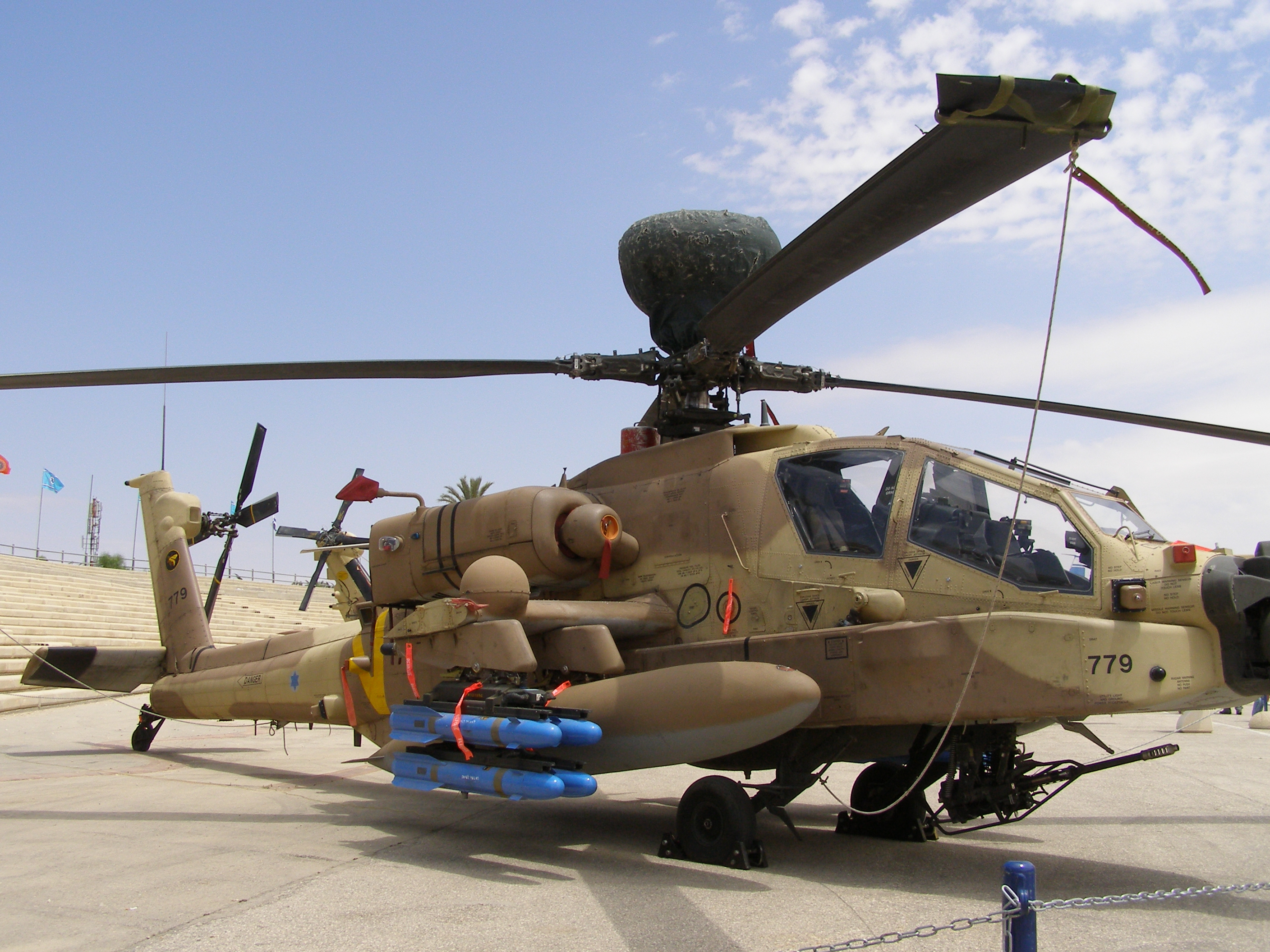
Ізраїльський вертоліт AH-64D в музеї ВПС Ізраїлю на день незалежності. 2008
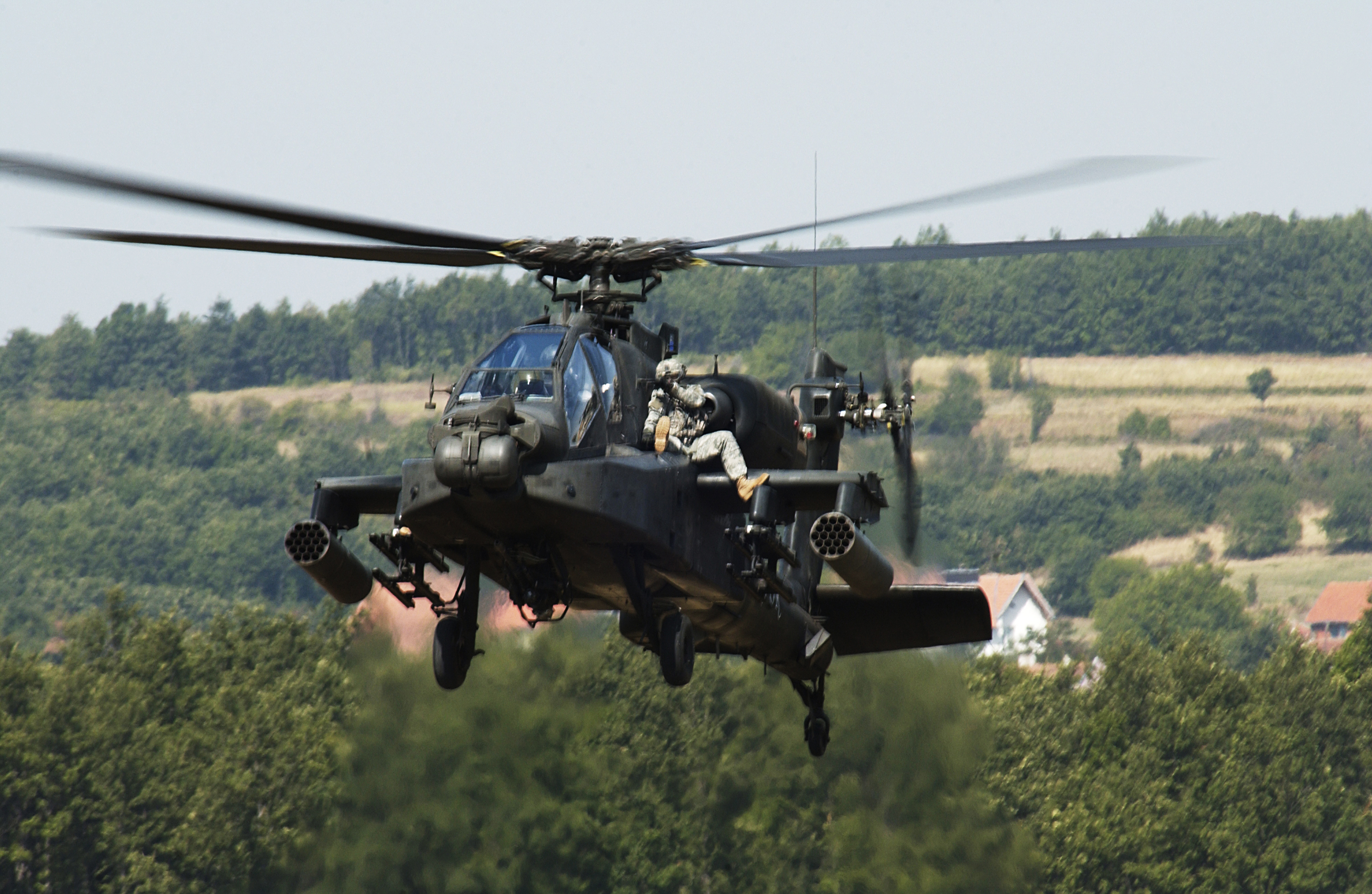
AH-64 Apache під час тренувань. База Кемп-Бондстіл. Косово. 25 серпня 2007
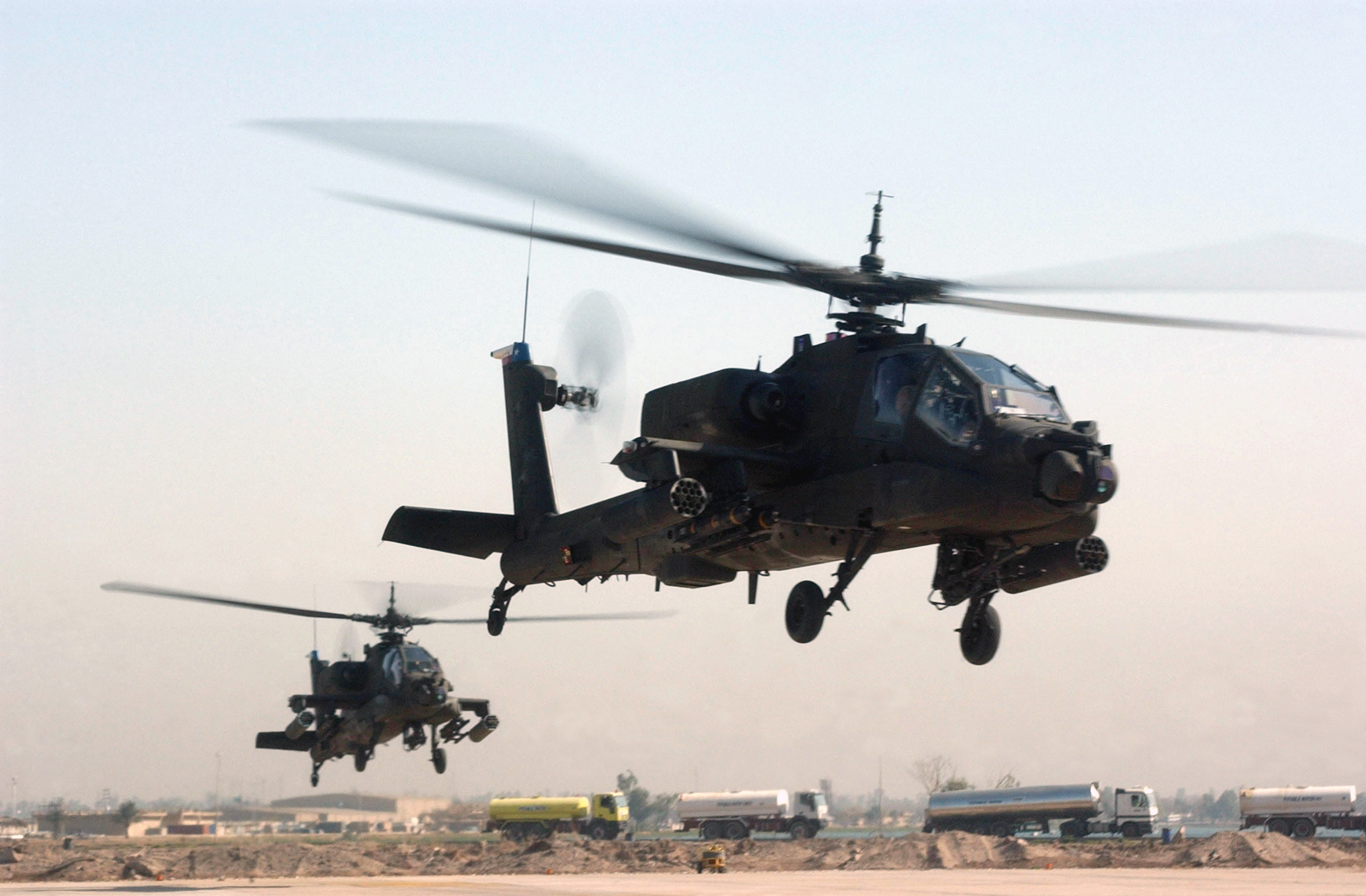
Зліт 2 вертольотів AH-64 «Апачі» армії США з бази Кемп-Вікторі. Провінція Багдад. Ірак. 31 січня 2008
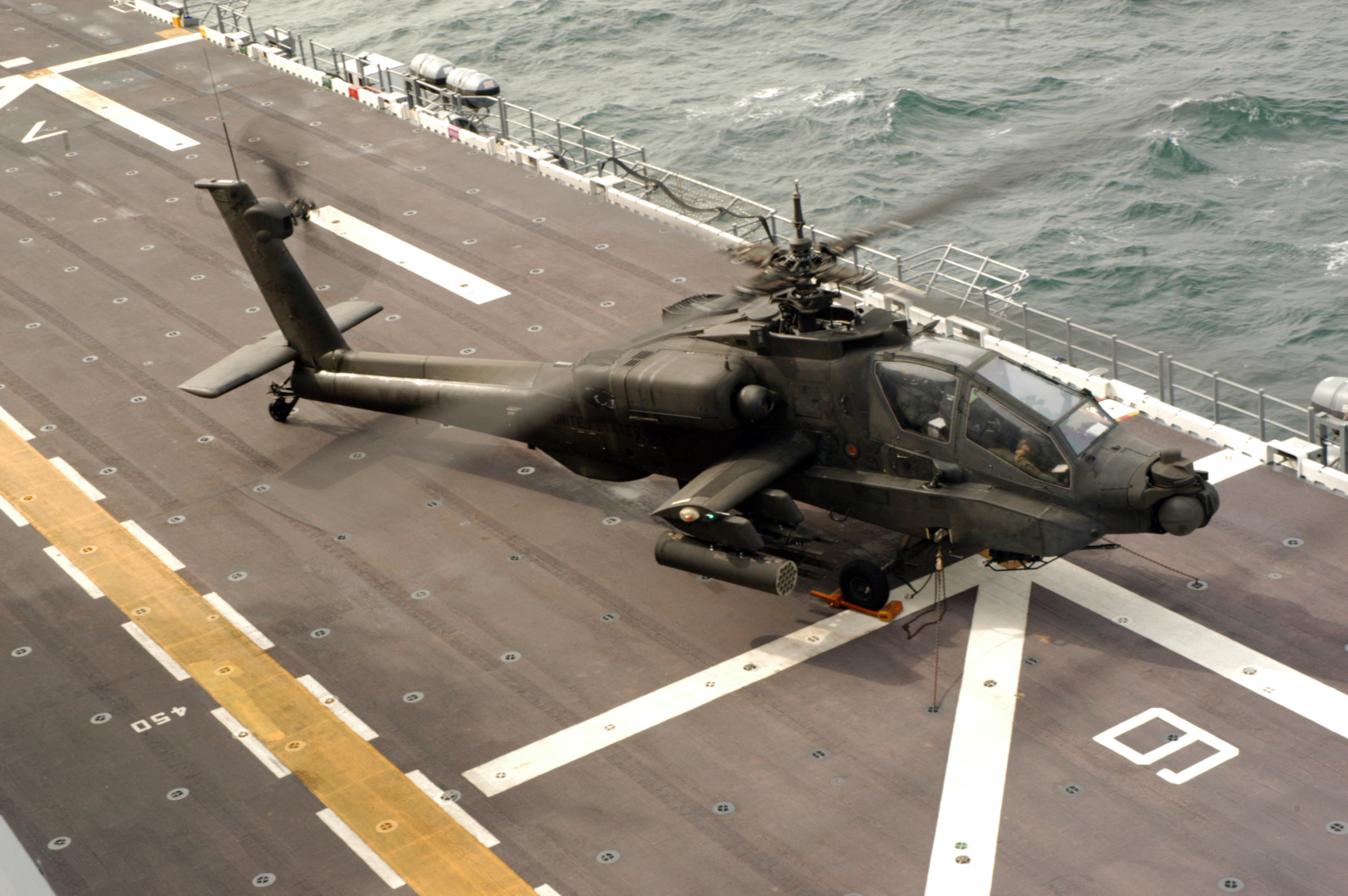
AH-64 Apache готується до зльоту зі злітної палуби універсального десантного корабля USS «Нассау» (LHA 4) під час тренування
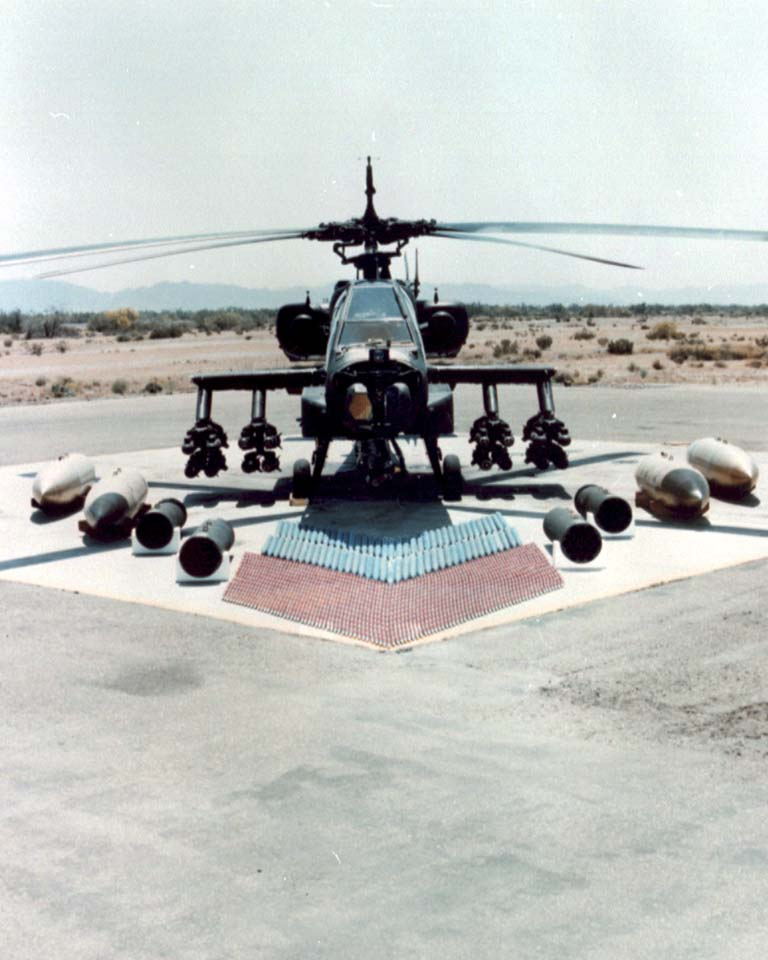
AH-64 Apache з варіантами бортового озброєння
Схематичні проєкції вертольота AH-64 Apache